# نايومي ناجاساوا
نايومي ناجاساوا (باليابانية: 長沢 直美) مواليد 12 مايو 1971، هي مؤدية أصوات يابانية.

## أعمال

### أنمي
- بي بليد
- رحلة بورفي الطويلة
- أوجاماجو دوريمي

### بدبلجة
- شلة بط
- زم الفضائي

## وصلات خارجية
- نايومي ناجاساوا على موقع IMDb (الإنجليزية)
- نايومي ناجاساوا على موقع ميوزك برينز (الإنجليزية)
- نايومي ناجاساوا على موقع قاعدة بيانات الفيلم (الإنجليزية)
- نايومي ناجاساوا على موقع ANN person (الإنجليزية)